# روجر نيلسون (لاعب كرة قدم كندية)
روجر نيلسون (بالإنجليزية: Roger Nelson)‏ هو لاعب كرة قدم كندية أمريكي، ولد في 8 مايو 1932 في وينيوود في الولايات المتحدة، وتوفي في 29 يوليو 1996.